# Derek Miles
Derek Miles (ur. 28 września 1972 w Sacramento) – amerykański lekkoatleta, skoczek o tyczce, trzykrotny olimpijczyk (2004, 2008, 2012), w tym medalista olimpijski z 2008 roku.

## Osiągnięcia
- 7. miejsce podczas igrzysk olimpijskich (Ateny 2004)
- 3. miejsce w Światowym Finale IAAF (Monako 2004)
- brązowy medal igrzysk olimpijskich (po dyskwalifikacji Denysa Jurczenki) (Pekin 2008)
- 1. miejsce podczas Światowego Finału IAAF (Stuttgart 2008)
- 2. lokata w Światowym Finale IAAF (Saloniki 2009)
- 4. miejsce podczas halowych mistrzostw świata (Doha 2010)
- 3. miejsce w zawodach pucharu interkontynentalnego (Split 2010)

Ma na koncie także dwa tytuły mistrza Stanów Zjednoczonych, które wywalczył w 2008 i 2011 roku.

## Rekordy życiowe
- Skok o tyczce – 5,82 (2001)
- Skok o tyczce (hala) – 5,85 (2005)